# Engelberga
Engelberga (auch Angilberga) († 23. März 890 oder 891) war Kaiserin als Ehefrau des Kaisers Ludwig II. († 12. August 875).
868 wurde sie Äbtissin von San Salvatore in Brescia, später Äbtissin des von ihr gegründeten Klosters San Sisto in Piacenza.
Es wird vermutet, dass sie die Tochter des Grafen Adelgisus I. von Parma aus der Familie der Supponiden war. Die Verlobung mit Ludwig fand 851 vor dem 5. Oktober statt, das Datum der Eheschließung ist nicht bekannt. Sie nahm intensiv an der politischen Arbeit ihres Mannes teil, weswegen sie von den Zeitgenossen als herrschsüchtig bezeichnet wurde. Auch Habgier wurde ihr nachgesagt, wohl basierend darauf, dass sie von ihrem Mann mit zwölf Schenkungen bedacht wurde. Als Ludwig 864 erkrankte, nahm ihr Einfluss sogar noch zu, wobei sie sich zunehmend einer Adelsopposition gegenübersah.
Da Ludwig und Engelberga keine männlichen Nachkommen hatten, nahm sie, nachdem der Adel im Januar 872 versucht hatte, sie vom Kaiserhof zu entfernen, im gleichen Jahr noch Verhandlungen mit Ludwig dem Deutschen auf, um ihn zum Erben Italiens und der Kaiserkrone zu machen. Nach dem Tod ihres Mannes (875) wählte der oberitalienische Adel dann aber den westfränkischen König Karl den Kahlen zu dessen Nachfolger und entmachtete damit Engelberga. Karls Schwager und Verbündeter Boso von Vienne entführte Engelbergas einzige überlebende Tochter, Ermengarde, und zwang sie zur Ehe (März/Juni 876). Boso wurde im gleichen Jahr von Karl zum Statthalter in Italien mit dem Titel dux bestellt.
Bosos Wahl zum König von Niederburgund am 15. Oktober 879, die von Engelberga, schon im Interesse ihrer Tochter, offenbar unterstützt wurde, führte dann dazu, dass Karls des Kahlen Nachfolger Karl der Dicke Engelberga nach Schwaben verbannte. Nachdem es ihrer Tochter Ermengarde jedoch nicht gelungen war, Vienne gegen Karls Truppen zu halten, durfte Engelberga 882 nach Italien zurückkehren und wurde sogar in ihren Besitzungen bestätigt.

## Nachkommen
Ludwig und Engelberga hatten zwei Töchter:
- Gisela (Gisla), * wohl 852/855; † vor 28. April 868, 861 Äbtissin von San Salvatore zu Brescia
- Ermengarde, * wohl 852/855; † 896 vor dem 22. Juni, 878 Äbtissin von San Salvatore zu Brescia; ⚭ März/Juni 876 Boso von Vienne; † 11. Januar 887, 876 dux von Italien, 877 Graf von Troyes, 15. Oktober 879 König von Niederburgund, begraben in St-Maurice in Vienne (Buviniden)